# 市民ラジオの制度
市民ラジオの制度（しみんラジオのせいど）を本記事で解説する。
市民ラジオは、電波法に規定する免許を要しない無線局の一種である。

## 制度化の経緯
米国では1949年に、主として個人が利用する無線通信システムとして、460-470Mcの「Citizens Radio Service」が制度化されたが、日本ではこの「Citizens Radio Service」を「市民ラジオ」と呼んでいた。
日本では1950年（昭和25年）6月に施行された電波法により実現された一般国民による電波利用の具現化の一つとして、「Citizens Radio Service」にならった「簡易無線」が制度化され、154.53Mcや467Mcの簡易無線局が翌1951年（昭和26年）末までに約20局、1952年（昭和27年）末までに約200局免許された。
この簡易無線局が日本における最初の市民ラジオであると言われている。
- 当時はアマチュア無線の再開前でラジオ雑誌の記事でこう呼んでいた[2]。

しかし、無線機が150Mc帯及び400Mc帯で最大空中線電力30Wで高価なものとなり、遠距離通信が可能で無線従事者を要するものであったことから、大企業や官公署などが開設し、中小団体や個人が広く利用するものとはならなかった。
米国では、1958年にアマチュア無線用であった26-27Mc帯を無線電話とラジオコントロールに割り当て、「Citizens Band Radio Service」が制度化された。
1961年（昭和36年）6月1日に「27Mc帯の電波を使用する簡易無線局」が制度化
されたが電波法令に「市民ラジオ」の文言はなく法令で定義された用語ではない。
しかし、昭和36年郵政省電波監理局発行「電波時報」の解説記事や昭和37年郵政省告示第531号（無線機器型式検定規則による検定に合格した機器に関する告示）でも「27Mc帯の電波を使用する簡易無線局」に対して「市民ラジオ」が使用されているので、本記事では「市民ラジオの制度」は1961年発足したとする。
なお、この「市民ラジオ」は「無線電話」のみだけではなく「無線操縦発振器（模型飛行機、模型ボートその他これらに類するものを無線操縦するために使用する発振器をいう。）」の簡易無線局を含んでいる。
1979年（昭和54年）に電波法令に「市民ラジオ」が登場するまで「無線操縦発振器」も「市民ラジオ」であったことになる。
- 無線操縦発振器用は、ほとんど利用されないまま2012年（平成24年）末に周波数割当てが削除[6]され、事実上廃止されている。簡易無線#廃止を参照

## 概要
電波法第4条に規定する免許を要しない無線局の内、同条第2号には「26.9MHzから27.2MHzまでの周波数の電波を使用し、かつ、空中線電力が0.5W以下である無線局のうち総務省令で定めるものであつて、第38条の7第1項（第38条の31第4項において準用する場合を含む。）、第38条の26（第38条の31第6項において準用する場合を含む。）若しくは第38条の35又は第38条の44第3項の規定により表示が付されている無線設備（第38条の23第1項（第38条の29、第38条の31第4項及び第6項並びに第38条の38において準用する場合を含む。）の規定により表示が付されていないものとみなされたものを除く。以下「適合表示無線設備」という。)のみを使用するもの」と規定している。
促音の表記は原文ママ
この総務省令とは電波法施行規則のことで、第6条第3項に「法第4条第2号の総務省令で定める無線局は、A3E電波26.968MHz、26.976MHz、27.04MHz、27.08MHz、27.088MHz、27.112MHz、27.12MHz又は27.144MHzの周波数を使用し、かつ、空中線電力が0.5W以下であるものとする。」と規定している。
また、無線設備の操作に無線従事者を要しない「簡易な操作」を規定する電波法施行規則第33条において、1号に「法第4条第1号から第3号までに規定する免許を要しない無線局の無線設備の操作」があり、無線従事者は不要である。
更に無線設備規則第54条の2に「市民ラジオの無線局（法第4条第2号の総務省令で定める無線局をいう。以下同じ。）の無線設備は、次の各号の条件に適合するものでなければならない。」と、特定無線設備の技術基準適合証明等に関する規則第2条第1項第3号には「市民ラジオの無線局（法第4条第2号の総務省令で定める無線局をいう。以下同じ。）に使用するための無線設備」と二つの総務省令において「市民ラジオの無線局」が規定されている。
法は電波法の略
無線設備規則の技術基準により、特定無線設備の技術基準適合証明等に関する規則において技術基準適合証明の対象とされる。適合表示無線設備には技適マークと技術基準適合証明番号又は工事設計認証番号の表示が必須であり、市民ラジオを表す記号は技術基準適合証明番号の英字の第1字目のOである。従前は工事設計認証番号にも記号を表示するものとされていた。
- 工事設計認証番号の4字目がハイフン(-)のものに記号表示は無い。
- 特定無線設備が制度化される以前の無線設備は、無線機器型式検定規則による検定に合格した「検定機器」によるものであった。

一方、市民ラジオの周波数帯はISMバンド中にあり、工業用高周波加熱装置などから発射される電波の影響を受けてもこれを容認しなければならない。
#沿革にある通り、当初は簡易無線の一種であったが、1983年（昭和58年）に免許が不要になった。

## 技術基準
#概要の通り、電波型式はA3Eつまり振幅変調のみ、周波数は上記の8波、空中線電力は0.5W以下である。
技術基準には、一の筐体に収められており、かつ、容易に開けられないこととされ、特殊ねじなどが用いられているので、利用者は改造はもちろん保守・修理の為であっても分解してはならない。
空中線（アンテナ）はホイップ型であって長さが2m以下でなければならず、給電線及び接地装置を有しないこととされ、外部アンテナやアースを接続できない。
変調用周波数の発振ができないこととされ、音声帯域でトーン信号やデータ信号を伝送することはできず、単なる音声通信にしか使用できない。
電波の質など送信部に関る技術基準は次の通り
- 周波数の許容偏差：50ppm
- 帯域外領域スプリアス発射の強度：1mW
- スプリアス領域不要輻射の強度：50μW
- 空中線電力許容偏差：+20%、-50%
- 占有周波数帯幅の許容値：6kHz

### 旧技術基準による機器の使用期限
無線設備規則のスプリアス発射等の強度の許容値に関する技術基準の改正により、旧技術基準に基づき認証された適合表示無線設備の使用期限は「平成34年11月30日」とされた。
対象となるのは、
- 「平成17年11月30日」[16]までに認証された適合表示無線設備
- 経過措置として、旧技術基準により「平成19年11月30日」までに認証された適合表示無線設備[17]
  - 検定機器については「昭和58年1月1日」に認証されたものとみなされる。

である。
この使用期限は、コロナ禍により「当分の間」延期された。
この延期により市民ラジオの旧技術基準の適合表示無線設備は、令和4年12月1日以降は、新たな使用期限が設定されるまで「他の無線局の運用に妨害を与えない場合に限り」使用可能とされた。

## 日本と米国の比較
|                          | 日本               | 米国                                   |
| ------------------------ | ------------------ | -------------------------------------- |
| 名称                     | 市民ラジオ         | Citizens Band Radio Service            |
| 最大送信出力             | 0.5W（空中線電力） | 4W（AM）、12W（SSB）                   |
| 周波数帯                 | 26.968-27.144MHz   | 26.965-27.405MHz                       |
| 周波数の数               | 8                  | 40                                     |
| 無線局の免許             | 不要               | 不要                                   |
| 電波の型式               | A3E                | A1D、H1D、J1D、R1D、A3E、H3E、J3E、R3E |
| 外部アンテナの使用       | 不可               | 可                                     |
| 無線設備に対する事前認証 | 必要               | 必要                                   |

## 沿革

### 制度化当初
検定機器を使用すれば、簡易な免許手続が適用されて予備免許を経ずに免許され、簡易な操作の対象であった。
- 簡易無線の一種であり日本国籍を有しない者は免許不可
- 通信の相手方は「26Mc帯及び27Mc帯の周波数の電波を使用する簡易無線局」であり不特定の相手との通信が可能で、免許人のための通信であれば免許人の家族や使用人などが行うことも可能
- 空中線電力と周波数の組合せは次の4種類[23]
  - 0.05W、27.088Mc又は27.12Mcの1波
  - 0.1W、27.04Mc、27.08Mc、27.112Mc又は27.144Mcの1波
  - 0.1W、26.968Mc及び26.976Mcの2波
  - 0.5W、26.968Mc及び26.976Mcの2波
- 外部アンテナ、給電線、アース、送受信切替装置を有する送話器（PTTスイッチ付マイク）については規定されておらず、使用は可能[24]
- 1回の通信時間は5分以内で1回の通信の後は1分以上経過した後でないと通信を行うことは不可[25]
- 時計、無線検査簿、無線業務日誌、業務書類（免許状を除く。）の備付けは不要[26]
- 免許状はB5判の両面記載二つ折りで付属書付き[27]
- 呼出名称の指定
  - 「地名」+「1から始まる一連の数字」
  - 「地名」は常置場所により、東京23区、大阪市、京都市、横浜市、名古屋市及び神戸市では区名、その他では都道府県名
  - 同一名称が生ずる東京都の北区及び港区、大阪市の北区、港区、東区、南区、西区及び福島区、京都市の北区及び南区、横浜市の神奈川区、南区、中区及び西区、名古屋市の北区、東区、南区、港区、西区及び中区並びに神戸市の兵庫区については、区名の前に都市名を付加
- 検定機器の型式名及び検定番号の1字目は、他の簡易無線機器と共通のＣ
- 簡易無線局の証は本体に貼付するものとされた。[28]

昭和36年内に型式検定に合格した機器
| 申請者または製造者の名称 | 機器の名称                       | 型式名                        | 検定番号 | 検定合格日       |
| 日本電気株式会社         | NTR-801C型トランシーバー         | CM1NE27.040/27.144-0.1A3-1-1  | C5071    | 昭和36年9月20日  |
| 早川電気工業株式会社     | CBT-2型市民ラジオ                | CM1HD27.088/27.120-0.05A3-1-1 | C5072    | 昭和36年9月20日  |
| 三菱電機株式会社         | TX-727形市民ラジオ               | CM1MB27.088/27.120-0.05A3-1-1 | C5073    | 昭和36年9月20日  |
| 株式会社ヱニー           | ヱニートランシーバー             | CM1EN27.040/27.144-0.1A3-1-1  | C5074    | 昭和36年9月20日  |
| 東京芝浦電気株式会社     | 東芝市民ラジオZS-2293A           | CM1TS26.968/26.976-0.1A3-2-1  | C5075    | 昭和36年9月20日  |
| 帝国電波株式会社         | クラリオン301型トランシーバー    | CM1TK27.088/27.120-0.05A3-1-1 | C5076    | 昭和36年9月20日  |
| 日本電気株式会社         | NTR-801D型トランシーバー         | CM1NE27.088/27.120-0.05A3-1-1 | C5077    | 昭和36年9月20日  |
| 早川電気工業株式会社     | CBT-1型市民ラジオ                | CM1HD27.040/27.144-0.1A3-1-1  | C5078    | 昭和36年9月20日  |
| 三鴻通信工業株式会社     | STTR-801                         | CM1ST27.088/27.120-0.05A3-1-1 | C5079    | 昭和36年9月20日  |
| 富士通信機製造株式会社   | F-100型簡易無線装置              | CM1FS27.040/27.144-0.1A3-1-1  | C5080    | 昭和36年9月20日  |
| 東京芝浦電気株式会社     | 東芝市民ラジオZS-2290A           | CM1TS26.968/26.976-0.5A3-2-1  | C5081    | 昭和36年9月20日  |
| 東洋通信機株式会社       | TTR-6A                           | CM1TT27.040/27.144-0.1A3-1-1  | C5082    | 昭和36年9月20日  |
| 株式会社日立製作所       | REM-011ハンデイトーキー          | CM1HT27.088/27.120-0.05A3-1-1 | C5083    | 昭和36年9月20日  |
| 東海無線株式会社         | MODEL TC-901                     | CM1TW27.088/27.120-0.05A3-1-1 | C5084    | 昭和36年9月20日  |
| 東洋通信機株式会社       | TTR-6                            | CM1TT27.040/27.144-0.1A3-1-2  | C5085    | 昭和36年9月20日  |
| 富士通信機製造株式会社   | F-50型簡易無線装置               | CM1FS27.088/27.120-0.05A3-1-1 | C5086    | 昭和36年9月20日  |
| 東京芝浦電気株式会社     | 東芝市民ラジオZS-2161A           | CM1TS27.088/27.120-0.05A3-1-1 | C5087    | 昭和36年9月20日  |
| 日本電子工業株式会社     | ECHO-M                           | CM1JI27.088/27.120-0.05A3-1-1 | C5088    | 昭和36年9月20日  |
| エルマン株式会社         | ELMAN TCV-22                     | CM1TI27.088/27.120-0.05A3-1-1 | C5089    | 昭和36年9月20日  |
| 五色電子工業株式会社     | TR-201B市民ラジオ                | CM1GD27.040/27.144-0.1A3-1-1  | C5090    | 昭和36年9月20日  |
| 日本電気株式会社         | NTR-801B型トランシーバー         | CM1NE27.040/27.144-0.1A3-1-2  | C5091    | 昭和36年9月20日  |
| 五色電子工業株式会社     | TR-201A市民ラジオ                | CM1GD27.088/27.120-0.05A3-1-1 | C5092    | 昭和36年9月20日  |
| 日本ビクター株式会社     | K-125型トランシーバー            | CM1NB27.040/27.144-0.1A3-1-1  | C5093    | 昭和36年9月20日  |
| 東洋電子工業株式会社     | サンシー110型                    | CM1TE27.120-0.05A3-1-1        | C5094    | 昭和36年9月20日  |
| 神田通信工業株式会社     | CBR-701ポニートランシーバー      | CM1KN27.088/27.120-0.05A3-1-1 | C5095    | 昭和36年9月20日  |
| 協同通信機製造株式会社   | MP8型マイペット                  | CM1KD27.040/27.144-0.1A3-1-1  | C5096    | 昭和36年9月20日  |
| 東海無線株式会社         | MODELTC-900                      | CM1TW27.088/27.120-0.05A3-1-2 | C5097    | 昭和36年10月1日  |
| 日本電子産業株式会社     | EA-1型市民ラジオ                 | CM1JS27.088/27.120-0.05A3-1-1 | C5098    | 昭和36年10月1日  |
| 旭計器株式会社           | 富士電機トランシーバー           | CM1AK27.088/27.120-0.05A3-1-1 | C5099    | 昭和36年10月1日  |
| 東亜無線株式会社         | TMC-202型テレコン                | CM1TA27.040/27.144-0.1A3-1-1  | C5100    | 昭和36年10月1日  |
| 長野日本無線株式会社     | NJSR-1065T型短波無線電話機       | CM1NN27.088/27.120-0.05A3-1-1 | C5101    | 昭和36年10月1日  |
| 東京芝浦電気株式会社     | 東芝市民ラジオZS-2307A           | CM1TS27.088/27.120-0.05A3-1-2 | C5102    | 昭和36年10月1日  |
| 日本ビクター株式会社     | K-155型トランシーバー            | CM1NB27.088/27.120-0.05A3-1-1 | C5103    | 昭和36年10月1日  |
| 東京芝浦電気株式会社     | 東芝市民ラジオZS-2288A           | CM1TS27.040/27.144-0.1A3-1-1  | C5104    | 昭和36年10月1日  |
| 株式会社エニー           | MODELTR-107簡易無線局            | CM1EN27.088/27.120-0.05A3-1-1 | C5105    | 昭和36年10月1日  |
| 池藤無線工業株式会社     | TR-605                           | CM1IF27.088/27.120-0.05A3-1-1 | C5106    | 昭和36年10月1日  |
| 日本電子産業株式会社     | EA-2型市民ラジオ                 | CM1JS26.968/26.976-0.1A3-2-1  | C5107    | 昭和36年10月1日  |
| 興和株式会社             | KTT-101                          | CM1KK27.040/27.144-0.1A3-1-1  | C5108    | 昭和36年10月1日  |
| 日本無線株式会社         | JAA-5001型超短波簡易無線電話装置 | CM1NM27.088/27.120-0.05A3-1-1 | C5109    | 昭和36年10月1日  |
| 八欧電機株式会社         | TG-103型市民ラジオ               | CM1YO27.040/27.144-0.1A3-1-1  | C5110    | 昭和36年10月1日  |
| ニユーボイス株式会社     | VW-100                           | CM1NV27.040/27.144-0.1A3-1-1  | C5111    | 昭和36年10月1日  |
| 東京芝浦電気株式会社     | 東芝市民ラジオZS-2162A           | CM1TS27.088/27.120-0.05A3-1-3 | C5112    | 昭和36年10月1日  |
| 松下電器産業株式会社     | T-1型ナシヨナルトランシーバー    | CM1MD27.040/27.144-0.1A3-1-1  | C5113    | 昭和36年10月1日  |
| 大阪音響株式会社         | TCR-501型ラジオトランシーバー    | CM1ON27.088/27.120-0.05A3-1-1 | C5114    | 昭和36年10月1日  |
| 池藤無線工業株式会社     | TR-700型                         | CM1IF27.040/27.144-0.1A3-1-1  | C5115    | 昭和36年10月1日  |
| 三洋電機株式会社         | TA-HL-B                          | CM1SY27.040/27.144-0.1A3-1-1  | C5116    | 昭和36年10月1日  |
| 三電機株式会社           | WALK PHONE X-910                 | CM1CD27.088/27.120-0.05A3-1-1 | C5117    | 昭和36年10月1日  |
| 三洋電機株式会社         | TA-HL1A                          | CM1SY27.088/27.120-0.05A3-1-1 | C5118    | 昭和36年11月15日 |
| 三帝電子工業株式会社     | RADIFON RT1104                   | CM1SP27.088/27.120-0.05A3-1-1 | C5119    | 昭和36年11月15日 |
| 三菱電機株式会社         | TX-633形市民ラジオ               | CM1MB27.088/27.120-0.05A3-1-2 | C5120    | 昭和36年11月15日 |
| 富士通信機製造株式会社   | F-50A型簡易無線装置              | CM1FS27.088/27.120-0.05A3-1-2 | C5121    | 昭和36年11月15日 |
| 沖電気工業株式会社       | FONET 101 市民ラジオ             | CM1OK27.088/27.120-0.05A3-1-1 | C5122    | 昭和36年11月15日 |
| 沖電気工業株式会社       | FONET 101A 市民ラジオ            | CM1OK27.088/27.120-0.05A3-1-2 | C5123    | 昭和36年11月15日 |
| 大阪音響株式会社         | TCR-901Z型 ラジオトランシーバ    | CM1ON27.088/27.120-0.05A3-1-2 | C5124    | 昭和36年11月15日 |
| 三洋電機株式会社         | TR-HL1A                          | CM1SY27.088/27.120-0.05A3-1-2 | C5125    | 昭和36年11月15日 |
| 松下通信工業株式会社     | EK-621型トランシーバ             | CM1MS27.040/27.144-0.1A3-1-1  | C5126    | 昭和36年11月15日 |
| 興和株式会社             | KTT-104                          | CM1KK27.040/27.144-0.1A3-1-2  | C5127    | 昭和36年11月15日 |
| 興和株式会社             | KTT-103                          | CM1KK27.040/27.144-0.1A3-1-3  | C5128    | 昭和36年11月15日 |
| 日本電業株式会社         | E-104型                          | CM1JD27.040/27.144-0.1A3-1-1  | C5129    | 昭和36年11月15日 |
| 日本電業株式会社         | E-202型                          | CM1JD27.040/27.144-0.1A3-1-2  | C5130    | 昭和36年11月15日 |
| 富士通信機製造株式会社   | F-101型 簡易無線装置             | CM1FS27.040/27.144-0.1A3-1-2  | C5131    | 昭和36年11月15日 |
| 富士通信機製造株式会社   | F-100P型 簡易無線装置            | CM1FS27.040/27.144-0.1A3-1-3  | C5132    | 昭和36年11月15日 |
| 沖電気工業株式会社       | FONET 102 市民ラジオ             | CM1OK27.040/27.144-0.1A3-1-1  | C5133    | 昭和36年11月15日 |
| 沖電気工業株式会社       | FONET 102A 市民ラジオ            | CM1OK27.040/27.144-0.1A3-1-2  | C5134    | 昭和36年11月15日 |
| ソニー株式会社           | CB115型 簡易無線機               | CM1NY27.040/27.144-0.1A3-1-1  | C5135    | 昭和36年11月15日 |
| ソニー株式会社           | CB901型 簡易無線機               | CM1NY27.040/27.144-0.1A3-1-2  | C5136    | 昭和36年11月15日 |
| 東亜無線株式会社         | TMC-401型 BCテレコン             | CM1TA27.040/27.144-0.1A3-1-2  | C5137    | 昭和36年11月15日 |
| 東亜無線株式会社         | TMC-201型 テレコン               | CM1TA27.040/27.144-0.1A3-1-3  | C5138    | 昭和36年11月15日 |
| 三菱電機株式会社         | TX-545形市民ラジオ               | CM1MB27.088/27.120-0.05A3-1-3 | C5139    | 昭和36年12月25日 |
| 富士通信機製造株式会社   | F-50P型簡易無線装置              | CM1FS27.088/27.120-0.05A3-1-3 | C5140    | 昭和36年12月25日 |
| 協同通信機製造株式会社   | MP-8B型マイペツト                | CM1KD27.040/27.144-0.1A3-1-2  | C5141    | 昭和36年12月25日 |
| 富士通信機製造株式会社   | F-100A型簡易無線装置             | CM1FS27.040/27.144-0.1A3-1-4  | C5142    | 昭和36年12月28日 |
| 日邦電子工業株式会社     | ND-309 Personal Phone            | CM1JE27.088/27.120-0.05A3-1-1 | C5143    | 昭和36年12月28日 |

### 変遷
| 年                | 出来事 |
| ----------------- | --- |
| 1962年 (昭和37年) | 前年に型式検定に合格した機器に対して、新たな検定番号及び型式名が付与された。 |
| 1963年 (昭和38年) | アンテナとアースについては現行のものになった。また送受信の切替装置を無線機本体に装備しなければならなくなり、PTTスイッチ付マイクが使用できなくなった。 - 車載しての運用は事実上不可能となった。 「昭和39年7月31日」以前に免許又は予備免許を受けたものについての条件は従前のままとする。但し「昭和39年8月1日」以後は取り替えできないとされた。 - 技術基準改正後1年以内に開設したものであれば、使用し続ける限り再免許が可能とされた。 26.968Mc及び26.976Mcの使用は、海上での運用又は相手方が海上で運用している場合は、空中線電力0.1W以下でなければならないとされた。 |
| 1967年 (昭和42年) | 免許状の様式が変更された。 - 縦230mm、横115mmの大きさとなった。 簡易無線局の証が廃止された。 |
| 1971年 (昭和46年) | 免許の権限は地方電波監理局長（現・総合通信局長）に委任された。 免許状の様式が変更された。 - 記載事項から「発振方式」、「変調方式」及び「空中線の型式及び構成」が削除された。 |
| 1972年 (昭和47年) | 免許状の様式が変更された。 沖縄県での免許の権限は沖縄郵政管理事務所長（現・沖縄総合通信事務所長）に委任された。 計量法改正により、周波数の単位がサイクル(c)からヘルツ(Hz)となった。 |
| 1973年 (昭和48年) | 無線局免許証票が交付されることとなった。 免許状の様式が変更された。 - 免許状が縦82mm、横182mmの大きさとなった。 呼出名称が「地名」+「1または2英字」+「1から100までの数字」となった。 - 「地名」についてはその常置場所により以下のとおり指定された。 - 北海道：支庁名 - 東京都：23区は区名、23区以外は「とうきょう」 - 神奈川県：川崎市及び横浜市は市名、川崎市及び横浜市以外は「かながわ」 - 愛知県：名古屋市は「なごや」、名古屋市以外は「あいち」 - 兵庫県：神戸市は「こうべ」、神戸市以外は「ひょうご」 - 大阪府：大阪市東淀川区は「ひがしよどがわ」、大阪市東区は「ひがし」、大阪市（東淀川区及び東区を除く）は「おおさか」、東大阪市は「ひがしおおさか」、豊中市は「とよなか」、堺市は「さかい」、大阪市、東大阪市、豊中市及び堺市以外は「きんき」 - 上記以外の府県：府県名 |
| 1975年 (昭和50年) | 8波全てを内蔵し空中線電力を0.5Wとすることが認められた。但し、海上での運用又は相手方が海上で運用している場合は、空中線電力0.1W以下でなければならないとされた。 |
| 1977年 (昭和52年) | 免許状の様式が変更された。 |
| 1979年 (昭和54年) | 無線局免許手続規則に「市民ラジオ」の語が登場し、免許状の様式が情報システムの導入に対応したものに変更された。 |
| 1980年 (昭和55年) | 電波監理情報システム（通称RADIOS）により免許事務が行われることになった。関東、東海及び近畿では4月から、北海道、東北、中国及び九州は昭和56年から、信越、北陸、四国及び沖縄は昭和57年から導入された。 - 免許状は1局1枚で機械印字により、呼出名称が、「地名」+「2英字」+「101から999までの数字」となった。 - 通信の相手方は「簡易無線局（市民ラジオ）」と表記された。 |
| 1982年 (昭和57年) | 臨時行政調査会は「市民ラジオに係る無線局については、技術基準適合性を確保するための措置を存続し、開設免許を廃止する。」と答申 「市民ラジオ」が技術基準適合証明の対象に - 本体には技術基準適合証明の文言を含む長方形のマークを表示するものとされた。 |
| 1983年 (昭和58年) | 電波法に「市民ラジオ」の語が登場、免許が不要に - 使用できる無線設備は技術基準適合証明を取得した機器（証明機器、現・適合表示無線設備）に限定された。ただし、検定機器であっても「昭和58年1月1日」の時点で簡易無線局の免許を受けていたものは、技術基準適合証明を受けたと見なされ継続して使用することができる。同時に無線局の免許は失効した。 - 型式検定の対象ではなくなった。 - 無線局免許手続規則から「市民ラジオ」に関する規定が削除された。 - 「市民ラジオ」が無線設備規則の無線設備の条件の簡易無線局の節から独立した節になった。 - PTTスイッチ付マイクを使用することが可能となった。 - 無線局免許証票は廃止された。 |
| 1987年 (昭和62年) | 海上での0.5Wの運用が可能に 本体に表示するマークは円形で内部にＳ と〒を含むもの（認証マーク）に |
| 1991年 (平成3年)  | 技術基準適合証明番号で市民ラジオを表す記号として1字目はＯに |
| 1995年 (平成7年)  | 本体に表示するマークは技適マークに |
| 2001年 (平成13年) | 市民ラジオの記号Ｏは技術基準適合証明番号または工事設計認証番号の3字目に |
| 2003年 (平成15年) | 市民ラジオの記号Ｏは技術基準適合証明番号または工事設計認証番号の4字目に |
| 2004年 (平成16年) | 電波法から「市民ラジオ」の語が削除 |
| 2005年 (平成17年) | 技術基準改正 - 旧技術基準に基づく技術基準適合証明または工事設計認証を受けた無線設備は、「平成34年11月30日」までは使用可能とされた。 |
| 2006年 (平成18年) | 電波の利用状況調査の中で、770MHz以下の免許不要局の出荷台数が公表 - 以降、三年周期で公表される。 |
| 2009年 (平成21年) | 「平成20年度電波の利用状況調査の評価結果」において「市民ラジオは運用されてはいるが、出荷台数は過去3年間で「0台」となっている」と評価された。 |
| 2011年 (平成23年) | 市民ラジオの記号Ｏは、工事設計認証番号に表示を要しないものに |
| 2012年 (平成24年) | 「平成23年度電波の利用状況調査の評価結果」において「今後、新たに技術基準適合証明を取得するものは、新スプリアス規定に対処した市民ラジオになることが予想されるが、大幅な増加は見込めない」と評価された。 電波の利用状況調査の周波数の境界は、770MHzから714MHzに |
| 2015年 (平成27年) | 「平成26年度電波の利用状況調査の評価結果」において「今後、大幅な増加は見込まれないものの、無線局免許や無線従事者資格が不要なことから人気は根強く続くものと考えられる」と評価された。 |
| 2018年 (平成30年) | 「平成29年度電波の利用状況調査の評価結果」において「平成26年度から平成28年度までの出荷数が515台」と報告されたが評価は無かった。 |
| 2020年 (令和2年)  | 電波の利用状況調査の周期は、3年から2年に |
| 2021年 (令和3年)  | 「令和2年度電波の利用状況調査の評価結果」において「平成29年度から令和元年度までの出荷数が1,351台」と報告されたが評価は無かった。 旧技術基準に基づく無線設備が、「令和4年12月1日以降も当分の間」は使用可能に |
| 2023年 (令和5年)  | 「令和4年度電波の利用状況調査の評価結果」において「令和2年度から令和3年度までの出荷数が1,192台」と報告されたが評価は無かった。 |

#### 通信白書
市民ラジオに関係する部分を抜粋する。
| 版         | 記述     | 記述                                                                                         | 出典                          |
| ---------- | -------- | -------------------------------------------------------------------------------------------- | ----------------------------- |
| 昭和48年版 | 利用状況 | 市民ラジオは構内巡視，レクリエーション等に多く利用されている。                               | 15 簡易無線業務用             |
| 昭和48年版 | 局数     | 292,424（昭和47年度末）                                                                      | 第18表 用途別・局種別無線局数 |
| 昭和49年版 | 利用状況 | 市民ラジオは，構内巡視，レクリエーション等に多く利用されている。                             | 16 簡易無線業務用             |
| 昭和49年版 | 局数     | 327,792（昭和48年度末）                                                                      | 第17表 用途別・局種別無線局数 |
| 昭和50年版 | 利用状況 | 市民ラジオは，構内巡視，レクリエーション等に多く利用されている。                             | 16 簡易無線業務用             |
| 昭和50年版 | 局数     | 343,218（昭和49年度末）                                                                      | 第14表 用途別・局種別無線局数 |
| 昭和51年版 | 利用状況 | 市民ラジオは，構内巡視，レクリエーション等に多く利用されている。                             | 16 簡易無線業務用             |
| 昭和51年版 | 局数     | 354,739（昭和50年度末）                                                                      | 第22表 無線局施設数           |
| 昭和52年版 | 利用状況 | 市民ラジオは，構内巡視，レクリエーション等に多く利用されている。                             | 16 簡易無線業務用             |
| 昭和52年版 | 局数     | 359,678（昭和51年度末）                                                                      | 第28表 無線局施設数           |
| 昭和53年版 | 利用状況 | 市民ラジオは，構内巡視，レクリエーション等に多く利用されている。                             | 16 簡易無線業務用             |
| 昭和53年版 | 局数     | 352,716（昭和52年度末）                                                                      | 第26表 無線局施設数           |
| 昭和54年版 | 利用状況 | 市民ラジオは，構内巡視，レクリエーション等に多く利用されている。                             | 16 簡易無線業務用             |
| 昭和54年版 | 局数     | 334,778（昭和53年度末）                                                                      | 第25表 無線局施設数           |
| 昭和55年版 | 利用状況 | 廉価で軽量でだれでも容易に使えるもので，構内巡視，レクリエーション等に多く利用され，（後略） | 16 簡易無線業務用             |
| 昭和55年版 | 局数     | 311,557（昭和54年度末）                                                                      | 第25表 無線局施設数           |
| 昭和56年版 | 利用状況 | 主に個人の娯楽，学校・職場のサークル等でレジャー用に利用されている。                         | 16 簡易無線業務用             |
| 昭和56年版 | 局数     | 295,269（昭和55年度末）                                                                      | 第25表 無線局施設数           |
| 昭和57年版 | 利用状況 | 主に趣味・レジャー，登山・ハイキング等，個人的な連絡用に利用されている                       | 16 簡易無線業務用             |
| 昭和57年版 | 局数     | 265,852（昭和56年度末）                                                                      | 第24表 無線局施設数           |

#### 出荷台数
| 平成14年度 | 平成15年度 | 平成16年度                                         | 出典                                               |
| ---------- | ---------- | -------------------------------------------------- | -------------------------------------------------- |
| 0          | 0          | 0                                                  | 第2章 電波利用システムごとの調査結果（免許不要局） |
| 平成17年度 | 平成18年度 | 平成19年度                                         | 出典                                               |
| 0          | 0          | 0                                                  | 第2章 電波利用システムごとの調査結果（免許不要局） |
| 平成20年度 | 平成21年度 | 平成22年度                                         | 出典                                               |
| 0          | 0          | 17                                                 | 第2章 電波利用システムごとの調査結果（免許不要局） |
| 平成23年度 | 平成24年度 | 平成25年度                                         | 出典                                               |
| 0          | 30         | 32                                                 | 第2章 電波利用システムごとの調査結果（免許不要局） |
| 平成26年度 | 平成27年度 | 平成28年度                                         | 出典                                               |
| 10         | 16         | 439                                                | 第2章 電波利用システムごとの調査結果（免許不要局） |
| 平成29年度 | 平成30年度 | 令和元年度                                         | 出典                                               |
| 462        | 334        | 555                                                | 第2章 電波利用システムごとの調査結果（免許不要局） |
| 令和2年度  | 令和3年度  | 出典                                               | 出典                                               |
| 624        | 568        | 第2章 電波利用システムごとの調査結果（免許不要局） | 第2章 電波利用システムごとの調査結果（免許不要局） |